# Andreas Kuffner
Andreas Kuffner (ur. 11 marca 1987) – niemiecki wioślarz. Złoty medalista olimpijski z Londynu.
Zawody w 2012 były jego pierwszymi igrzyskami olimpijskimi. Po medal sięgnął w rywalizacji ósemek. W 2011 został w tej konkurencji mistrzem świata.